# Hydrosaurus
Hydrosaurus, tên gọi trong tiếng Anh là "sailfin lizards" (thằn lằn vây buồm), là một chi trong họ Agamidae. Các loài trong chi này là những loài thằn lằn tương đối to lớn và được đặt tên theo cấu trúc giống như buồm trên đuôi của chúng. Chúng là các loài bản địa Philippines, Indonesia, Papua New Guinea. Nói chung chúng được tìm thấy gần nơi có nhiều nước, như ven các con sông. Chúng cũng là các thành viên duy nhất của phân họ Hydrosaurinae.

## Các loài
- Hydrosaurus amboinensis (Schlosser, 1768) – thằn lằn vây buồm Amboina. Có tại Indonesia và New Guinea.
- Hydrosaurus pustulatus (Eschsholtz, 1829) – thằn lằn vây buồm Philippine, thằn lằn mào, thằn lằn vây buồm, thằn lằn nước vây buồm, thằn lằn nước soa-soa[3]. Phân bố trên các đảo thuộc Philippines.
- Hydrosaurus weberi Barbour, 1911 – thằn lằn vây buồm Weber. Phân bố tại Indonesia.